# 国鉄タキ8400形貨車
国鉄タキ8400形貨車（こくてつタキ8400がたかしゃ）は、かつて日本国有鉄道（国鉄）に在籍した私有貨車（タンク車）である。
本形式と同一の専用種別であるタキ8450形についても本項目で解説する。

## タキ8400形
タキ8400形は1960年（昭和35年）11月4日から1967年（昭和42年）4月3日にかけて15両（タキ8400 - タキ8414）が川崎車輛1社のみにて製作された。
本形式の他にアルミナを専用種別とする形式は、タキ2000形（44両）、タキ6400形（75両）、タキ7400形（29両）、タキ8450形（7両、後述）、タキ10500形（1両）、タキ17900形（13両）、ホキ3000形（8両）、ホキ4050形（5両、その後ホキ3000形へ改番）の8形式がある。
所有者は、日本軽金属の1社のみであり常備駅は、清水港線（現在は廃止）の三保駅であった。
台枠を含む構造物の大半は耐蝕アルミニウム合金(A5083相当)製であったがタンク体への「純アルミ」、「連結注意」の標記はなかった。
荷役方式はタンク体上部にある積込口からの上入れ、タンク体下部にある取出口からのエアスライドによる下出しであった。
タンク体を含む車体は無塗装でありアルミニウム地色（銀色）であった。全長は15,100mm、全幅は2,740mm、全高は3,750mm、台車中心間距離は10,950mm、実容積は57.1m3、自重は14.0t、換算両数は積車5.5、空車1.4、最高運転速度は75km/h、台車は12t車軸を使用した川車601（タキ8400）、川車601A（タキ8401）、川車601B（タキ8402 - タキ8414）である。川車601台車は、本車が唯一の採用例であった。
1984年（昭和59年）4月27日に最後まで在籍した10両（タキ8400 - タキ8403、タキ8406 - タキ8408、タキ8410 - タキ8411、タキ8414）が廃車となり同時に形式消滅となった。

### 年度別製造数
各年度による製造会社（当時の名称）と両数、所有者は次のとおりである。
- 昭和35年度 - 3両
  - 川崎車輛 3両 日本軽金属（タキ8400 - タキ8402）
- 昭和36年度 - 4両
  - 川崎車輛 4両 日本軽金属（タキ8403 - タキ8406）
- 昭和37年度 - 2両
  - 川崎車輛 2両 日本軽金属（タキ8407 - タキ8408）
- 昭和39年度 - 3両
  - 川崎車輛 3両 日本軽金属（タキ8409 - タキ8411）
- 昭和42年度 - 3両
  - 川崎車輛 3両 日本軽金属（タキ8412 - タキ8414）

## タキ8450形
タキ8450形は、アルミナ専用の40t 積タンク車として1962年（昭和37年）7月30日から1967年（昭和42年）5月20日にかけて7両（タキ8450 - タキ8456）が日本車輌製造にて製作された。
台枠を含む構造物の大半はアルミニウム製であったがタンク体への「純アルミ」、「連結注意」の標記はなかった。
本形式は、タキ8400形の増備が行われている中で行われた。タキ8400形のタンク体が円形断面に対してタキ8450形は非円形断面（おむすび形）である。積載荷重はタキ8400形と同じため実容積は同一であったが、全体的にタキ8400形よりやや小ぶりであった。
所有者は、日本軽金属の1社のみであり清水港線（現在は廃止）の三保駅を常備駅としてタキ8400形と共通運用された。
タンク体を含む車体は無塗装でありアルミニウム地色（銀色）であった。全長は14,300mm、全幅は2,680mm、全高は3,738mm、台車中心間距離は10,400mm、実容積は57.1m3、自重は13.7t、換算両数は積車5.5、空車1.4、台車は12t車軸を使用したTR41Cである。
1984年（昭和59年）4月27日に最後まで在籍した4両（タキ8451、タキ8453、タキ8455 - タキ8456）が廃車となり同時に形式消滅となった。

### 年度別製造数
各年度による製造会社と両数、所有者は次のとおりである。
- 昭和37年度 - 1両
  - 日本車輌製造 1両 日本軽金属（タキ8450）
- 昭和39年度 - 1両
  - 日本車輌製造 1両 日本軽金属（タキ8451）
- 昭和40年度 - 2両
  - 日本車輌製造 2両 日本軽金属（タキ8452 - タキ8453）
- 昭和41年度 - 1両
  - 日本車輌製造 1両 日本軽金属（タキ8454）
- 昭和42年度 - 2両
  - 日本車輌製造 2両 日本軽金属（タキ8455 - タキ8456）

### 保存車
タキ8453 - かつて常備駅だった旧三保駅前に整備された三保ふれあい広場に静態保存されている。